# کوه آرایی
کوه آرایی یا کوه آرا (ارمنی: Արայի լեռ یا ارمنی: Արա լեռ) کوهی که در استان کوتایک در کشور ارمنستان واقع شده است و ۲۵۷۶ متر از سطح دریا ارتفاع دارد. 

## نگارخانه

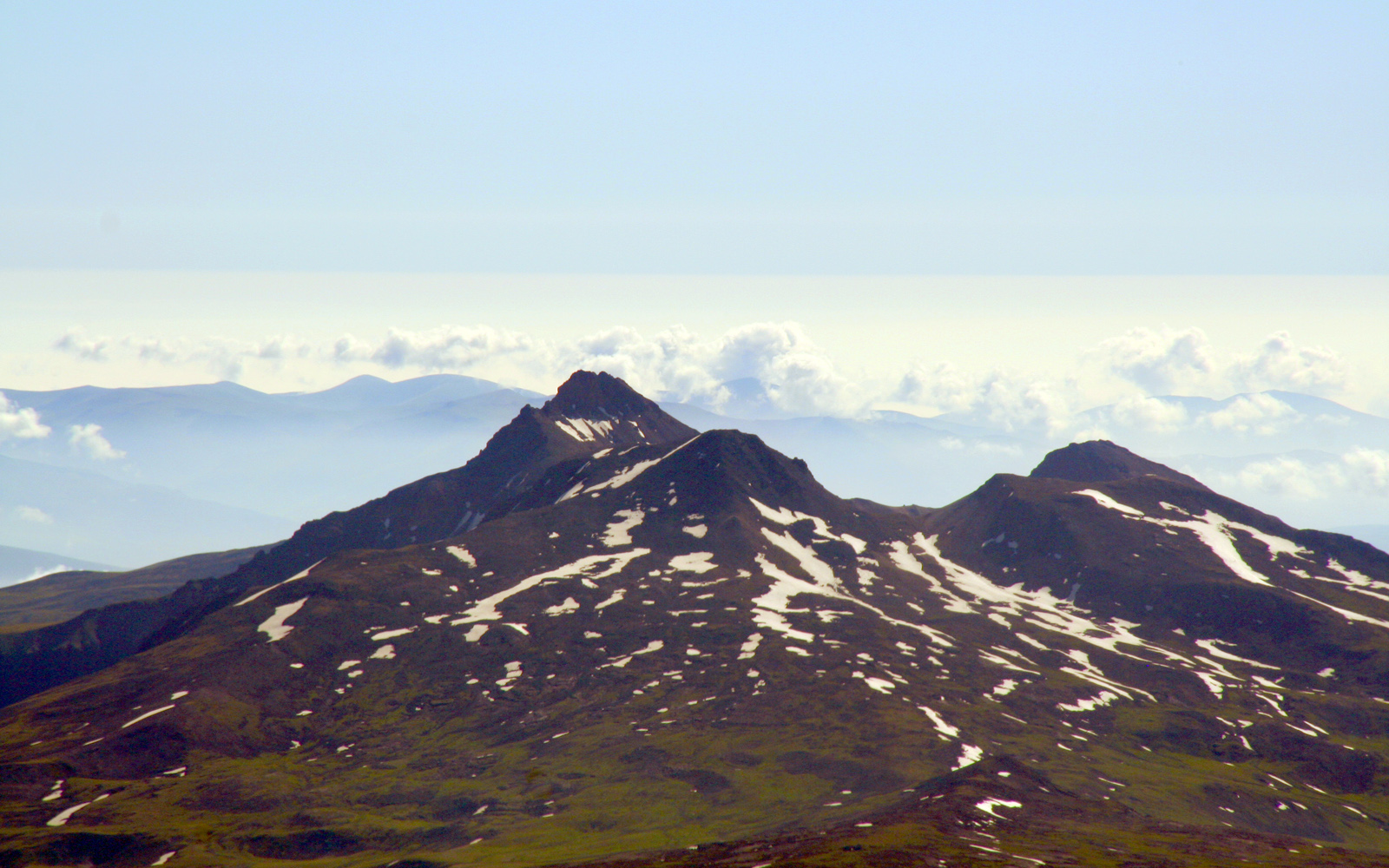
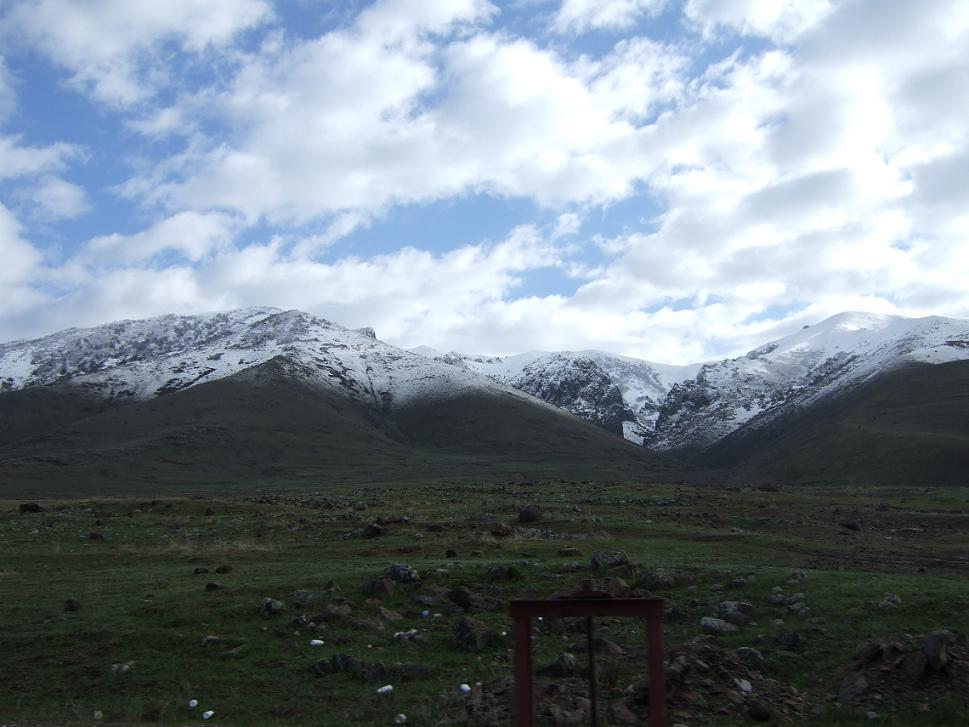
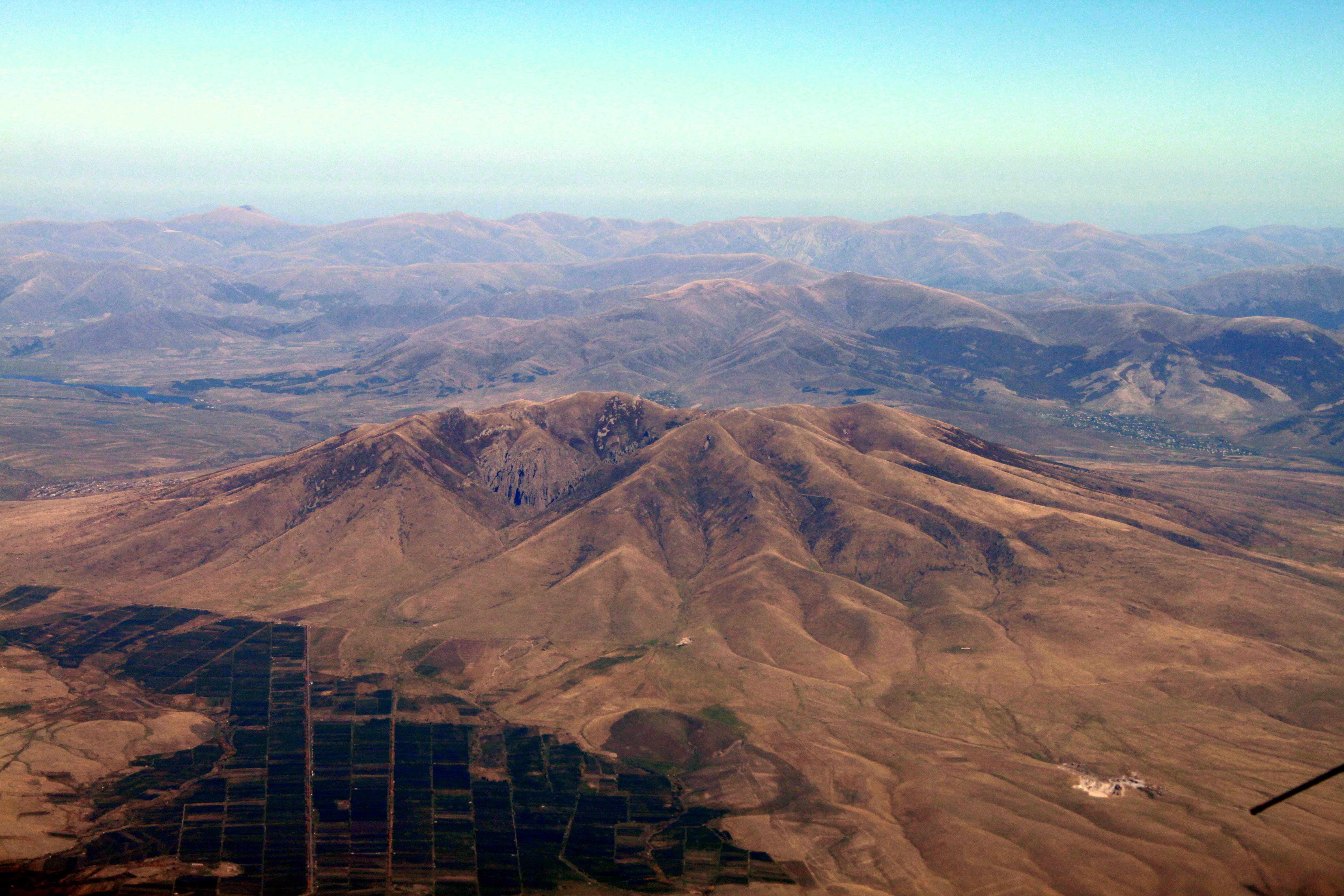
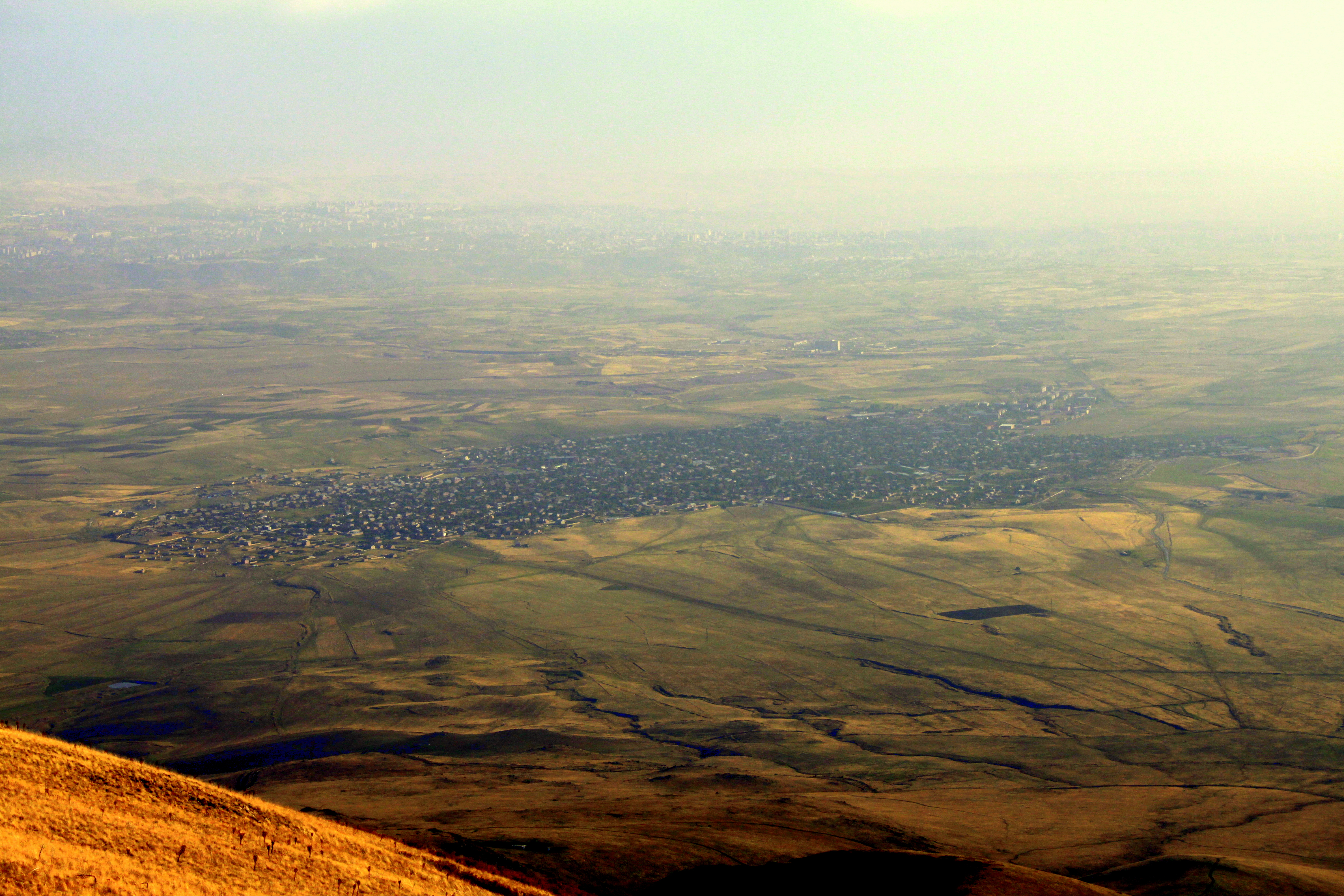
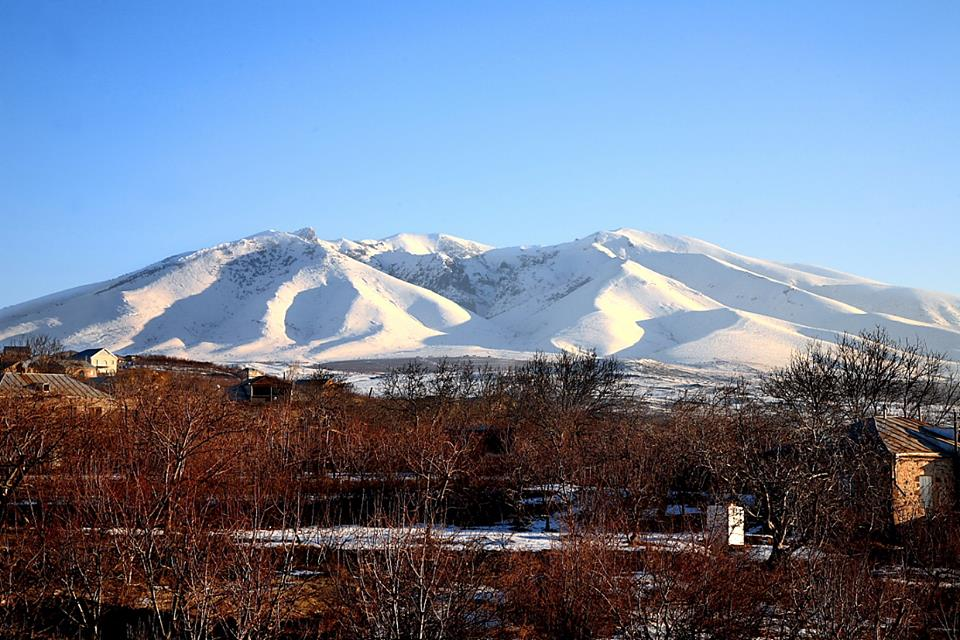